# Momisis longicornis
Momisis longicornis là một loài bọ cánh cứng trong họ Cerambycidae.